# Концерт за флейта и момиче
„Концерт за флейта и момиче“ е български игрален филм (драма) от 1980 година на режисьора Атанас Киряков, по сценарий на Анжел Вагенщайн. Оператор е Жоро Неделков. Музиката във филма е композирана от Петър Ступел.

## Актьорски състав
- Елена Димитрова – Лиляна
- Илиян Симеонов – Сашко Пеев
- Димитър Иванов – Тошко
- Николай Паскалев – Тромпетистът
- Ангел Ламбев – Кметът
- Виктор Стоянов – Войникът
- Марин Янев – Капитан Сахатчиев
- Георги Парцалев – Полицейският началник
- Васил Димитров – Вуйчо Спас, дядото на Лиляна
- Домна Ганева – Вуйната на Лиляна
- Никола Дадов – Командирът Чапай
- Константин Димчев – Немският офицер
- Владимир Давчев – Иван
- Панайот Жанев – Агентът Свещаров
- Стефан Пушников – Тромбонистът
- Иван Гайдарджиев – Бай Мито
- Александър Благоев
- Владимир Русинов
- Цветана Гайдарджиева
- Стефан Костов
- Николай Тодоров
- Зефир Димитров
- Иван Цветарски
- Георги Миндов
- Кирил Воденичаров
- Тодор Тодоров
- Димитър Йорданов (като Димитър Цонев)
- Николай Начков
- Светослав Иванов
- Никола Кръстев
- Рихард Езра
- Минко Минков - старшията